# 弗拉基米尔·米哈伊洛维奇·斯米尔诺夫

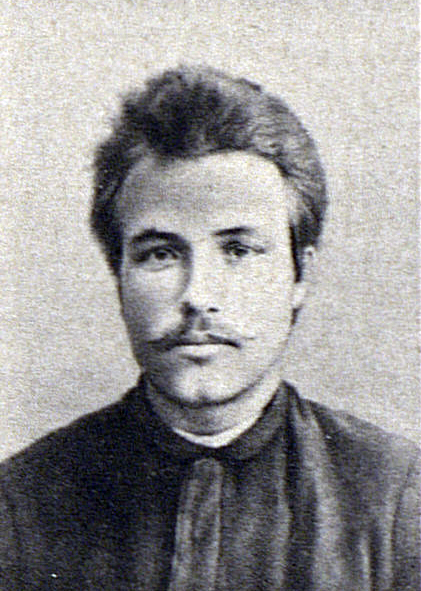
弗拉基米尔·斯米尔诺夫

弗拉基米尔·米哈伊洛维奇·斯米尔诺夫（俄语：Владимир Михайлович Смирнов；1887年—1937年5月26日），俄国共产主义革命家，布尔什维克成员（自1907年起），与尼古拉·布哈林关系密切，曾任红军政治委员，代表左翼社会革命党，是1919年军事反对派的主要人物。1917年12月，在最高国民经济会议中任职。20年代先后加入民主集中派和联合反对派，大清洗期间被处决。